# Леополд Карл фон Виндиш-Грец
Леополд Карл Йозеф Франц де Паула Адам Игнац фон Виндиш-Грец (на немски: Leopold Karl Joseph Franz de Paula Adam Ignaz Graf von Windisch-Graetz; * 15 ноември 1718, кръстен в „Св. Михаел“ във Виена; † 13 февруари 1746, Виена) е граф на Виндиш-Грец (днес Словен градец, Словения) в Австрия.

## Живот
Той е син на дипломата имперски граф Леополд Викторин фон Виндиш-Грец (* 17 септември 1686, Регенсбург; † 19 декември 1746, Виена) и съпругата му Мария Ернестина фон Щрасолдо (1695 – 1766), дъщеря на граф Марцио фон Щрасолдо (1663 – 1732) и графиня Аурора Алдегонда фон Щрасолдо-Клингенфелс (1668 – 1749). Фамилията Виндиш-Грец получа през 1574 г. „Инколата“ (права) в Бохемия. Баща му оставя задължения след себе си.
Леополд Карл се жени на 17 февруари 1743 г. във Виена за графиня Мария Антония фон Кевенхюлер (* 29 март 1726, Виена; † 17 януари 1746, Виена), дъщеря на граф Лудвиг Андреас фон Кевенхюлер (1683 – 1744) и графиня Филипина Мария Анна Йозефа фон Ламберг (1695 – 1762).
Леополд Карл умира от чума преди баща си на 27 години на 13 февруари 1746 г. във Виена и е погребан там. От чумата умира и съпругата му Мария Антония на 17 януари 1746 г., а баща му на 19 декември 1746 г.
Внукът му, австрийският фелдмаршал Алфред Виндишгрец (1787 – 1862), става през 1804 г. 1. княз на Виндиш-Грец.

## Деца
Леополд Карл и Мария Антония фон Кевенхюлер имат трима сина, от които само един пораства:
- Готтлиб (* 31 декември 1743; † 1 февруари 1744)
- Йозеф Никлас (* 6 декември 1744, Виена; † 24 януари 1802, Щекен, Бохемия), фрайхер на Валдщайн, придружава 1770 г. Мария-Антоанета до Франция, става камерхер на нейния син Луи; женен I. на 12 октомври 1766 г. в замък Виена за графиня Мария Йозефа Ердьоди де Монйорокерек ет Моносзло (* 5 април 1748; † 10 април 1777), II. на 30 август 1781 г. в Брюксел за принцеса и херцогиня Леополдина д'Аренберг (* 30 юли 1751; † 26 август 1812)
- Леополд Йозеф (* 7 октомври 1745; † 5 юни 1746)